# Poker en 1996
Cet article résume les événements liés au monde du poker en 1996.

## Tournois majeurs

### World Series of Poker 1996
Huck Seed remporte le Main Event.
Barbara Enright devient la première femme à remporter un bracelet à un event non restreint, en remportant celui de Pot-limit Hold'em à 2 500 $ l'entrée.

## Poker Hall of Fame
Julius Oral "Little Man" Popwell est intronisé.